# Anacampseros coahuilensis
Anacampseros coahuilensis ist eine Pflanzenart in der Gattung Anacampseros aus der Familie Anacampserotaceae.

## Beschreibung

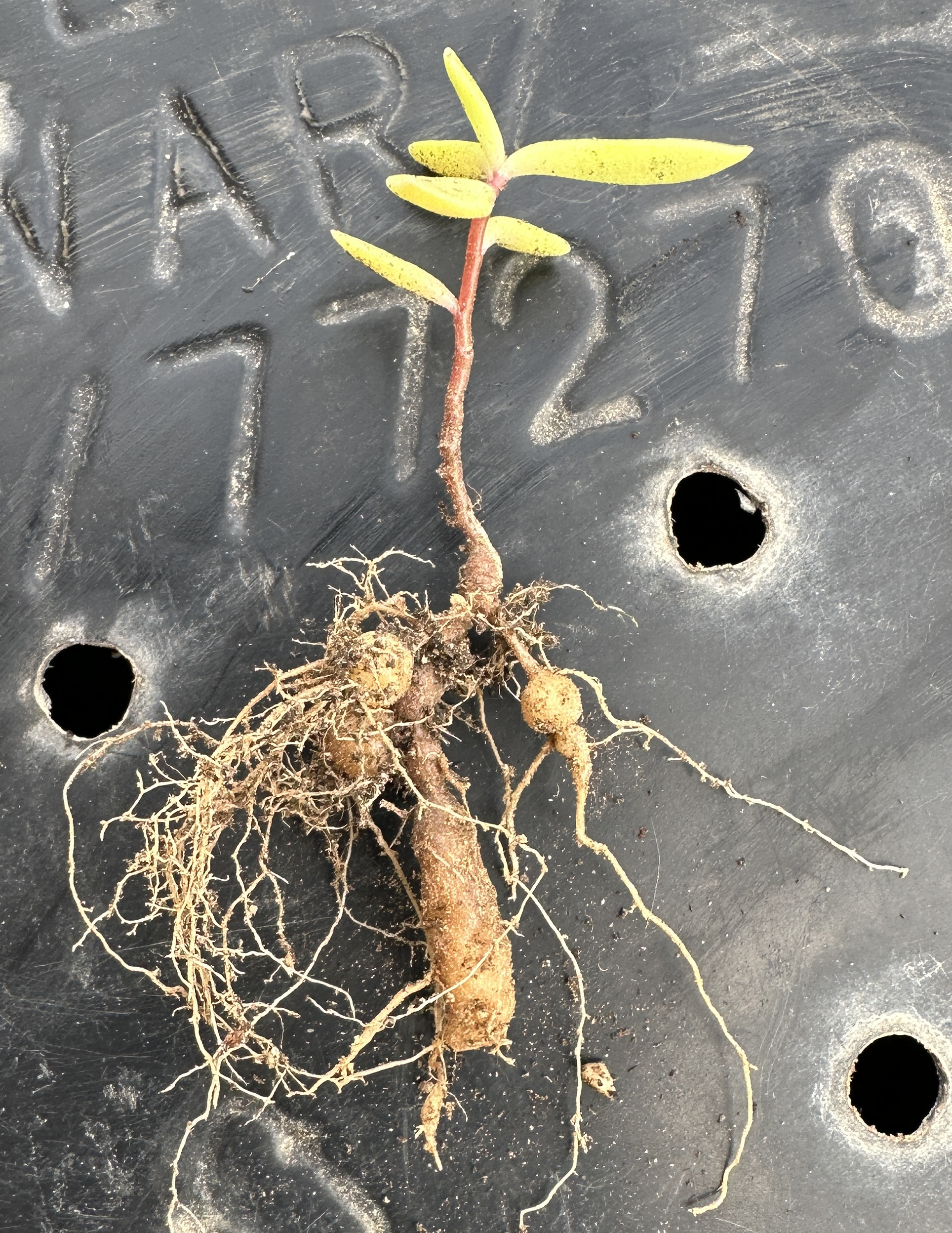
Sämlingspflanze mit verdickten Wurzeln

Anacampseros coahuilensis entspringt einer spindelförmigen oder möhrenartigen Pfahlwurzel, welche bis 1,5 Zentimeter im Durchmesser erreicht und häufig Tochterknollen besitzt. Es werden wenige dünne Triebe ausgebildet, die bis 10 Zentimeter lang und 2 bis 3 Millimeter dick werden. Die bis 2 Millimeter dicken, flachen, sukkulenten und verkehrt eiförmig bis spateligen Blätter werden bis 25 Millimeter lang und bis 10 Millimeter breit. Sie sind wechselständig bis zerstreut angeordnet, aber an den Triebspitzen gehäuft. Die graugrüne Blattoberfläche ist mit sehr kleinen Warzen besetzt. In den Blattachseln sind 7 bis 15 Millimeter lange Haare vorhanden. 
An den endständigen Blütenständen werden ein bis zwei, zerstreut angeordnete Tragblätter ausgebildet. Die in der Regel einzelnen Blüten öffnen sich am Nachmittag. Die 6 bis 7 Millimeter langen und breiten Kelchblätter sind breit eiförmig ausgebildet. Die eiförmigen bis verkehrt eiförmigen Kronblätter sind kräftig rosa gefärbt und werden 7 bis 8 Millimeter lang und 3 bis 6 Millimeter breit. Es werden etwa 25 Staubblätter mit rosafarbenen Staubfäden ausgebildet. Die länglich eiförmigen Früchte werden 7 bis 9 Millimeter lang und verlieren ihre äußere Epidermis. Der 2 bis 2,5 Millimeter breite, blassbraune Samen ist abgeflacht und besitzt einen weißen, papierartigen Flügel.
Die Chromosomenzahlen betragen {\displaystyle 2n=18}.

## Systematik und Verbreitung
Anacampseros coahuilensis ist in Mexiko in der Bundesstaaten Coahuila, Hidalgo und San Luis Potosí verbreitet.
Die Erstbeschreibung als Talinum coahuilense erfolgte 1891 durch Sereno Watson. Urs Eggli und Reto Nyffeler stellten die Art 2010, als Anacampseros coahuilensis in die Gattung Anacampseros. Nomenklatorische Synonyme sind Talinaria coahuilensis (S.Watson) P.Wilson (1932), Talinaria palmeri Brandegee (1906), Grahamia palmeri (Brandegee) Nyananyo & Heywood (1988) und Talinum uniflorum Rose.

## Nachweise